# Renia Spiegel
Pour les articles homonymes, voir Spiegel.
Renata Spiegel dite Renia  (Uhryńkowce, 18 juin 1924 – Przemyśl, 30 juillet 1942) est une diariste juive polonaise qui a été tuée au cours de la Shoah lors de la Seconde Guerre mondiale.
Reina Spiegel tient un journal intime entre ses 15 ans et ses 18 ans, documentant son expérience d'adolescente vivant dans la ville de Przemyśl (Pologne) lors de la Seconde Guerre mondiale alors que les conditions de vie pour les Juifs se sont détériorées. Reina Spiegel écrit sur des sujets ordinaires tels que l'école, les amis, et le romantisme, ainsi que sur sa peur de l'arrivée de la guerre puis de son déplacement forcé dans le ghetto de Przemyśl. Ce journal intime parle de l'Holocauste, mais présente un point de vue inédit en chroniquant  aussi bien la domination soviétique que nazie. 
Bien qu'étant en possession de la famille Spiegel depuis des décennies, le journal n'a pas été lu en dehors du cercle familial jusqu'en 2012. Il a été publié en anglais en 2019 et en français en 2020.

## Vie
Renata Spiegel est née le 18 juin 1924 à Uhryńkowce, alors en Pologne (aujourd'hui dans l'ouest de l'Ukraine), de parents juifs polonais, Bernard Spiegel et Róża Maria Leszczyńska. Elle grandit dans une grande propriété appartenant à son père sur le fleuve Dniestr, près de la frontière entre la Pologne et la Roumanie. Elle a une sœur de huit ans plus jeune qu'elle, Ariana (maintenant Elizabeth Bellak), qui était une enfant star de cinéma, sorte de Shirley Temple en Pologne,.
En 1938, la mère de Renia l’envoie vivre avec ses grands-parents dans la ville de Przemyśl en Pologne, alors qu'elle a elle-même déménagé à Varsovie afin de promouvoir la carrière d'acteur d'Ariana. Ariana est envoyée à Przemyśl au cours de l'été 1938 pour rejoindre sa sœur. La grand-père de Renia est propriétaire d'un magasin de fournitures de bureau et de son grand-père est un entrepreneur en construction. 
En août 1939, l'application du Pacte Molotov–Ribbentrop et l'invasion nazie de la Pologne font qu'il est impossible pour les deux filles et leur mère de se joindre. Bernard, le père, qui est resté sur le domaine familial disparaît pendant la guerre qui s'ensuit, probablement raflé par les soviétiques ou les nazis. Séparés de leurs parents, Ariana déclara plus tard que Renia « a été comme une mère pour moi ». Alors que la guerre continue toujours, Renia fréquente l'école à Przemyśl où elle se sociabilise, et en 1940, elle commence à développer une relation amoureuse avec Zygmunt Schwarzer, le fils d'un éminent médecin juif qui a deux ans de plus qu'elle,. Renia Spiegel fait référence à Schwarzer par le surnom de « Zygu ».
Lorsque le ghetto de Przemyśl est établi en juillet 1942, Renia Spiegel y est déplacée avec 24 000 autres Juifs. Après environ deux semaines, Schwarzer, qui a travaillé avec la résistance locale, enlève secrètement Renia du ghetto et la cache avec ses propres parents dans le grenier de la maison de son oncle, parce qu'ils n'avaient pas reçu de permis de travail dont ils auraient eu besoin afin d'éviter la déportation vers les camps de concentration. Un informateur inconnu rapporte à la police nazie l’existence de la cachette. Renia Spiegel, alors âgée de 18 ans est fusillée dans la rue le 30 juillet 1942, tout comme les parents de Schwarzer.
La mère et la sœur de Renia Spiegel, ainsi que Schwarzer ont tous trois survécu à la guerre et ont émigré vers les États-Unis.

## Journal intime et publication

### Histoire du journal
Renia Spiegel a commencé à tenir son journal le 31 janvier 1939, alors qu'elle a quinze ans. Les presque 700 pages de journal sont conservées secrètement. Le journal est constitué de sept cahiers d'école cousus ensemble. Le journal explique en grande partie le quotidien de Renia Spiegel, tant sur le plan scolaire que social, et la vie de famille à Przemyśl, faisant une place particulière à sa détresse d'être séparée de sa mère, à sa relation amoureuse avec Zygmunt Schwarzer, et à la peur concernant l'évolution de la guerre, et la terreur d'être déplacée dans le ghetto. Outre les écrits, le journal contient des dessins et des poèmes originaux. 

Pour sa dernière entrée, le 25 juillet 1942, Renia Spiegel écrit:

« Mon cher journal, mon bon, cher ami ! Nous avons vécu ces terribles moments ensemble et maintenant le pire moment est sur nous. J'ai peut être peur maintenant. Mais Celui qui ne nous a pas laissés, aidera à aujourd'hui également. Il va nous sauver. Entends, Ô Israël, sauve-nous, aide-nous. Vous m'avez gardée à l'abri de balles et de bombes, des grenades. Aidez-moi à survivre ! Et vous, ma chère maman, priez pour nous aujourd'hui, priez très fort. Pensez à nous et que vos pensées soient bénies. »

À la fin du mois de juillet 1942, Zygmunt Schwarzer prend possession du journal et écrit sa conclusion, évoquant le fait d'avoir caché Reina Spiegel à l'extérieur du ghetto et à propos de sa mort : « Trois coups de feu ! Trois vies perdues ! Tout ce que je peux entendre des coups de feu, des coups de feu ». Schwarzer laisse le journal à quelqu'un d'autre, avant qu'il ne soit envoyé au camp de concentration d'Auschwitz. Après avoir survécu au camp, Schwarzer apporte le journal aux États-unis, et le donne à la mère de Reina Spiegel en 1950. Élizabeth (née Ariana) Bellak, la sœur de Reina entre en possession du journal en 1969, et le stocke dans un coffre de banque jusqu'en 2012,.

### Publication
Bien qu'il ait été en possession de la famille Spiegel pendant des décennies, le journal n'a pas été lu par d'autres jusqu'en 2012, quand Alexandra Renata Bellak, la fille de Élizabeth Ariana Bellak, agent immobilier à Manhattan, fait traduire en anglais le journal par Anna Blasiak et Marta Dziurosz. Le journal est publié en polonais en 2016, et a depuis inspiré d'une pièce de théâtre polonaise. Des extraits sont publiés en anglais dans le Smithsonian magazine en 2018. La première édition (90 000 mots en anglais) est intitulée Renia’s Diary: A Young Girl’s Life in the Shadow of the Holocaust, est publié au Royaume-Uni le 19 septembre 2019 par Ebury Publishing, et distribué par Penguin Books. Aux États-Unis, il est intitulé Renia's Diary: A Holocaust Journal, et est publié par St. Martin's Press et distribué par Macmillan Publishers, le 24 septembre 2019,. La publication contient un prologue et un épilogue par Elizabeth Bellak.
Le journal est aussi le sujet d'un film documentaire réalisé par Tomasz Magierski, intitulé Rêves Brisés. Le film est présenté à l'organisation des Nations Unies à New York dans le cadre de son programme de commémoration de l'Holocauste,. Le film est présenté la première fois le 18 septembre 2019 dans un cinéma polonais.

### Réception
Les journalistes ont comparé et contrasté de journal de Reina Spiegel avec celui d'Anne Frank ; Robin Shulman de la Smithsonian institution note que « Renia était un peu plus âgée et de plus en plus sophistiquée … Elle a aussi vécu dans le monde, au lieu d'être dans la solitude ». Brigit Katz, également pour la Smithsonian institution, a déclaré que Anne Frank et Reina Spiegel ont été « des écrivaines lucides, structurées et perspicaces en dépit de leur jeune âge ». Anna Frajlich-Zajac, professeur à ll'Université de Columbia, parle du journal comme « un incroyable document historique et psychologique, ainsi qu'une authentique réussite littéraire ». Joanna Berendt écrit pour le New York Times : « à un moment où un accord fondamental sur de simples vérités est devenu un champ de bataille politique et l'histoire une arme, la publication du livre Renia’s Diary rappelle le pouvoir du témoignage ».

### Édition en français
- Le Journal de Renia [« Renia's diary : a Holocaust journal »], trad. de l'anglais par Typhaine Ducellier (depuis la trad. en anglais d’Anna Blasiak et Maria Dziuvosz), Paris, Éditions les Escales, 2020, 432 p.  (ISBN 978-2-365-69531-2)

## Version anglaise
- Spiegel, Renia. Renia's Diary: A Holocaust Journal. New York: St. Martin's Press, 2019.